# Буфало билси
Бафало билси (енгл. Buffalo Bills) су професионални тим америчког фудбала са седиштем у Буфалу у држави Њујорк. Утакмице као домаћин клуб игра на стадиону Ралф Вилсон у Орчард Парку, предграђу Буфала.  Клуб се такмичи у АФЦ-у у дивизији Исток. Основан је 1959. и до сада није мењао назив.
„Билси“ су два пута били прваци НФЛ-а, а последњи пут 1965. Маскота клуба је бизон „Били Бафало“. 
Држе рекорд у НФЛ-у као једина екипа која је 4 пута заредом играла Супербоул, у периоду од 1990-1993, међутим том приликом су постигли и негативан рекорд пошто су сваки од њих изгубили.